# Шуліки здобутком не діляться
«Шуліки здобиччю не діляться» — радянський художній фільм 1988 року, знятий режисером Валеріу Гажіу на кіностудії «Молдова-фільм».

## Сюжет
Молдавське село кінця сорокових років. Андрій Бруме — комсомолець, студент університету та лейтенант МДБ — виконує завдання по боротьбі зі злочинною бандою. Ситуація дуже драматична. З одного боку — нічні нальоти банди Стратана, з іншого — нескінченні офіційні побори, які шанобливо називають «державною позикою», коли голова колгоспу Марія Жосан, намацуючи курок револьвера, закликає трудяг відгукнутися на заклик Батьківщини…

## У ролях
- Микола Герля — Микола
- Любов Поліщук — Марія, голова колгоспу
- Борис Бекет — Стратан, голова банди
- Георге Гриу — Корнел
- Геннадій Чулков — Микулець
- Лариса Шахворостова — Наталка
- Костянтин Константинов — Делімарц
- Валеріу Казаку — Порумбел
- Іон Аракелу — роль другого плану
- Євген Лазарев — роль другого плану
- Юрій Саранцев — роль другого плану
- Катерина Казімірова — дружина Делімарца
- Жан Кукурузак — бандит
- Мефодій Апостолов — епізод
- Михайло Бадікяну — епізод
- Васіле Зубку-Кодряну — епізод
- Валентин Куку-Бужор — епізод
- Міхай Курагеу — епізод
- Юхим Лазарев — епізод
- Віктор Плотников — епізод
- Євгенія Тудорашку — епізод
- Васіле Тебирце — епізод
- Серджіу Фініті — епізод
- Віктор Чутак — епізод
- Ніна Доні — стара

## Знімальна група
- Режисер — Валеріу Гажіу
- Сценарист — Валеріу Гажіу
- Оператор — Валерій Чуря
- Композитор — Євген Дога
- Художники — Федір Лупашко, Ігор Григоращенко